# Мирјана Божовић
Мирјана Божовић (Лајковац, 1987) била је прва званична „Мис Србије“, 2007. године. Представљала је Србију на Мис света 2007. у Сањи, Кина. 

## Биографија
Студирала је грађевинарство са намером да има сопствену инжењерску фирму. Студирала је Грађевински факултет Универзитета у Београду. 
Божовићева се 2010. године појавила у ријалитију Фарма. 
У браку је са бизнисменом Жељком Рутовићем, некадашњим чланом звездарског клана из деведесетих година,  једним од актера филма Видимо се у читуљи, Имају троје деце, Огњена, Василија и Радмилу.